# Jinshi, Changde
Jinshi, tidigare romaniserat Tsingshih, är en stad på häradsnivå som lyder under Changdes stad på prefekturnivå i Hunan-provinsen i sydöstra Kina. Den ligger omkring 180 kilometer nordväst om provinshuvudstaden Changsha. 